# Operatie Buckshot
Operatie Buckshot was de codenaam voor een geplande Britse aanval om Benghazi te heroveren. De operatie, die gepland stond voor 26 mei 1942, werd geannuleerd omdat het Britse leger zelf werd aanvallen door het Afrikakorps. Die aanval werd overigens door de Britten vrij eenvoudig afgeslagen, omdat de strijdkrachten van de asmogendheden een gebrek aan munitie en brandstof hadden. 